# Guillermo Giacomazzi
Guillermo Gonzalo Giacomazzi Suárez (Montevideo, 21 de noviembre de 1977) es un exfutbolista uruguayo, jugador del Lecce de Italia en su regreso a la Serie A en 2002. Su último equipo fue el Perugia de la Serie B en 2015.

## Trayectoria

### Bella Vista
Su primer club fue Bella Vista, donde debutó en 1996 jugando en Segunda División junto a su amigo Alejandro Lembo. Al año siguiente se consagró campeón de la Segunda División con el conjunto papal y en 1998 haría su debut Primera División. 

### Peñarol
Luego de 53 partidos fue fichado por Peñarol en el año 2000, donde jugaría hasta mediados de 2001. En el conjunto carbonero logró convertir 8 goles en 34 encuentros.

### Lecce
Para mediados de 2001, fue traspasado al Lecce de Italia, donde permanecería hasta 2006. 
En su segundo partido con el conjunto italiano, el 9 de septiembre de 2001 convertiría un doblete ante Piacenza Calcio, dándole la victoria a su equipo por 2 a 1 faltando 4 minutos para culminar el encuentro.

### Palermo y Empoli
En 2007 fue cedido al Palermo y luego al Empoli.

## Selección nacional
Ha sido internacional con la Selección de fútbol de Uruguay en 17 ocasiones.
| Competición                            | Sede    | Resultado    | Partidos | Goles |
| -------------------------------------- | ------- | ------------ | -------- | ----- |
| Campeonato Sudamericano Sub-20 de 1997 | Chile   | Cuarto lugar | 9        | 0     |
| Copa Mundial de Fútbol Sub-20 de 1997  | Malasia | Subcampeón   | 7        | 0     |

## Clubes
| Club             | País    | Año         | Partidos | Goles |
| ---------------- | ------- | ----------- | -------- | ----- |
| Bella Vista      | Uruguay | 1996 - 1999 | 53       | 10    |
| Peñarol          | Uruguay | 2000 - 2001 | 34       | 8     |
| Lecce            | Italia  | 2001 - 2006 | 164      | 25    |
| Palermo (cedido) | Italia  | 2007        | 7        | 0     |
| Empoli (cedido)  | Italia  | 2007 - 2008 | 21       | 0     |
| Lecce            | Italia  | 2008 - 2013 | 137      | 19    |
| Siena            | Italia  | 2013 - 2014 | 42       | 5     |
| Perugia          | Italia  | 2014 - 2015 | 15       | 1     |

## Palmarés

### Campeonatos nacionales
| Título           | Club        | País    | Año  |
| ---------------- | ----------- | ------- | ---- |
| Segunda División | Bella Vista | Uruguay | 1997 |

### Distinciones individuales
| Distinción                                         | Partidos |
| -------------------------------------------------- | -------- |
| Jugador con más presencias en Serie A con el Lecce | 132      |

## Vida personal
Su hijo Sebastián (nacido en 2006) juega en las categorías inferiores del Lecce. Su hija Stephanie es novia del jugador del Lecce Antonino Gallo, en agosto de 2022 Stephanie dio a luz al primer hijo de la pareja.